# معجم المطبوعات المغربية
معجم المطبوعات المغربية هو عمل بيبليوغرافي من تأليف إدريس بن الماحي الإدريسي القيطوني، يُعد من أوائل المحاولات المنهجية لتوثيق الكتب المطبوعة في المغرب منذ دخول الطباعة إلى البلاد وحتى منتصف القرن العشرين. صدر المعجم بتقديم من العلامة عبد الله كنون، ويُعد مرجعًا أساسيا في تاريخ الطباعة والنشر المغربي.

## مؤلف المعجم
إدريس بن الماحي الإدريسي القيطوني، وُلد بمدينة فاس سنة 1909م / 1327هـ، وتلقى تعليمه بجامعة القرويين حيث حصل على شهادة العالِمية من القسم الأدبي سنة 1935م / 1354هـ. عمل في بداية مساره بسماط عدول القرويين، ثم التحق بسلك التعليم الرسمي فدرس بمدرسة أبناء الأعيان، وبعدها بثانوية مولاي إدريس بمدينة فاس.
كان من الفاعلين في صفوف الحركة الوطنية، فتعرض للاعتقال مرتين؛ أولاهما سنة 1944، والثانية سنة 1953 عقب مشاركته في الاعتصام داخل الضريح الإدريسي رفقة عدد من العلماء الرافضين لمبايعة ابن عرفة، حيث أُخرجوا بالقوة وسُجنوا في الرباط.
اهتم إدريس بن الماحي الإدريسي القيطوني بالبحث في تاريخ المغرب، وخصص عناية كبيرة لأنساب الشرفاء الأدارسة القيطونيين، وكان مرجعًا في هذا المجال لاعتماده على الشجرة الجامعة التي وضعها والده الماحي بن محمد بن الماحي.
ترك عددًا من المؤلفات، إلى جانب معجم المطبوعات المغربية، منها:
- فاس، دليل تاريخها وما أُلف عنها وقيل فيها.
- تقييد في بني مرين.
- مجموع فتاوى فقهية.
- معجم القراءات بالمغرب (بالاشتراك مع جماعة من العلماء).
- ما تعلق به الغرض من أيام المرض (مذكرات شبه شخصية).

توفي بمدينة فاس يوم الإثنين 25 شوال 1391هـ / 13 ديسمبر 1971م.

## محتوى المعجم
يعتمد المعجم في ترتيبه على الطريقة الهجائية الشرقية، ويضم فهرسة شاملة لمئات الكتب التي طُبعت في المغرب، سواء باللغة العربية أو بلغات أخرى. ويتميز بتقديم معلومات بيبليوغرافية دقيقة عن كل كتاب، مثل:
- اسم المؤلف الكامل، مع الكُنى والألقاب وتاريخ الوفاة إن وُجد.
- عنوان المؤلف المطبوع.
- تاريخ ومكان الطبع.

- بيانات إضافية عن النسخ المخطوطة لبعض المؤلفات حين لا تتوفر طبعات[2].

ويعمد المؤلف إلى دمج تراجم قصيرة لبعض الأعلام ضمن سياق عرض المؤلفات، ما يُضفي على المعجم طابعًا موسوعيًا.

## أهمية المعجم
يحظى "معجم المطبوعات المغربية" بأهمية كبيرة في الأوساط الأكاديمية والثقافية، لكونه:
- يوثّق نشأة الطباعة المغربية وتطورها.
- يُظهر التحولات الثقافية والفكرية التي عرفها المغرب الحديث.
- يُعد مرجعًا رئيسيًا للباحثين في مجالات تاريخ النشر والوراقة والتراث المغربي.
- له مكانته الهامة في البيبليوغرافيا المغربية

كما يُصنف المعجم ضمن الأعمال المرجعية حول الطباعة المغربية، ويذكر المؤلف أنه استفاد بشكل كبير من كتابات محمد المنوني في هذا الموضوع ، كما يُعد المعجم من اللبنات الأولى التي أرست تقاليد الفهرسة الوطنية.
وقد قال عنه عبد الله كنون في تقديمه : " فمعجم فقيدنا العزيز الاستاذ ابن الماحي الادريسي سد فراغا كبيرا في مجالات هذه الدراسات والابحاث التي ذكرناها ، وهو قد جمع فأوعى، وإن فاته شيء فهو مما كان المؤلف سيستدركه لولا ما كان يعانيه من المرض ومعالجة المنية له أثابه الله بقدر ما قدم للعلم وتاريخ بلاده من الخدمات، وسلام عليه في العلماء والعاملين، وبارك الله في عقبه وجعلهم على أثره في العلم والدين، وصلى الله على سيدنا محمد وآله وصحبه أجمعين والحمد لله رب العالمين".

## اقتباسات
- وقد بذلت جهدي في البحث والتنقيب على المطبوعات القديمة سواء منه الحجرية أو الحرفية حتى أنني أعتقد أنه لن يفوتني منها إلا القليل الناذر ، أما المطبوعات الحديثة خصوصا بعد استقلال المغرب فلا تعد لا تحصى وقد سجلت منها ما أمكنني الحصول عليه ومن المؤسف أنني طلبت من كثير من الاصدقاء،المكثرين من التأليف في عصرنا هذا أن يمدوني بقائمة من مؤلفاتهم فلم يلب رغبتي منهم سوى العلامة الكبير الشيخ سيدي عبد الله كنون، فإليه جزيل الشكر، أما غيره فمنهم من وعد ولم يفي ومنهم من ظن أنني اتخذت تأليف المعجم وسيلة للحصول على مؤلفاته بدون مقابل فصال يعتذر بأنه لم يبق له من مؤلفاته شيء في حين أنني كنت أذكر لهم أنني انما أطلب قائمة فقط. (ص6).
- وسيجد الباحثون في هذا المعجم ما قد لا يجدونه مجموعا في غيره وسيرون ما قدموا أسلافنا رحمهم الله من خدمات جلى للعلم والمعرفة في وقت يوصف بالتقهقر والانحطاط قلت أو انعدمت فيه وسائل الحضارة والتقدم والسرعة لعلهم يقدرون مجهود من كانوا يستضيئون بالشمعة.(ص6).